# 2004年カナダ総選挙
2004年カナダ総選挙は、カナダにおける立法府であるカナダ議会の下院である庶民院を構成する議員を全面改選するために行われた議会選挙（総選挙）で、2004年6月28日に投票が行われた。

## 概要
当時のカナダ首相であるポール・マーティンが庶民院を解散したことに伴って実施された。ジャン・クレティエン政権時代における政治スキャンダル（スポンサーシップ・スキャンダル）が原因で与党自由党の支持率が低下し、2003年末にカナダ同盟（カナダ改革党を前身とし西部諸州を基盤とする新興保守政党）と進歩保守党（19世紀以来の伝統を誇り1980年代の政権政党である中道右派政党）が合同して結成されたカナダ保守党（以下、保守党）への政権交代の可能性も取りざたされたが、過半数に満たないながらも自由党が第1党を確保することに成功した。

## 基礎データ
- 選挙事由：議会解散
- 選挙形態：議会議員選挙
- 定数：308議席
- 選挙制度：完全小選挙区制
- 選挙権：18歳以上のカナダ国民
- 登録有権者数：22,466,621名（前回21,243,473名）

## 選挙結果
与党である自由党は、前回選挙の172議席から135議席に減らして過半数を割り込んだが、第1党の座を確保することに成功した。選挙戦終盤の争点が政府の不正疑惑への対応是非に偏り政策論争が薄れたこともあり、投票率は同時点で過去最低の60.5％に留まった。
- 投票者数：13,683,570名（21,243,473名）
- 投票率：60.9%（61.2%）

| 党派                                      | 当選者 | %     | 得票       | %     |
| ----------------------------------------- | ------ | ----- | ---------- | ----- |
| 自由党 Liberal Party of Canada            | 135    | 43.8  | 4,982,220  | 36.7  |
| カナダ保守党 Conservative Party of Canada | 99     | 32.1  | 4,019,498  | 29.6  |
| ブロック・ケベコワ Bloc Québécois         | 54     | 17.5  | 1,680,109  | 12.4  |
| 新民主党 New Democratic Party             | 19     | 6.2   | 2,127,403  | 15.7  |
| 所属なし No Affiliation                   | 1      | 0.3   | 17 796     | 0.1   |
| そのほかの政党                            | 0      | 0.0   | 737,676    | 5.5   |
| 合計                                      | 308    | 100.0 | 13,564,702 | 100.0 |

出典：“38th General Election, June 28, 2004”.   Elections Canada Online (2004年6月). 2013年12月14日閲覧。
保守勢力が大同団結して発足した保守党は国政における急激な右旋回を警戒する有権者心理も影響し、選挙前の78議席から99議席と小幅な伸びに留まり、当初目標としていた政権奪回を果たすことは出来なかった。社会民主主義政党である新民主党も伸び悩み19議席と5議席増に留まった。一方、ケベック州の分離独立を主張するブロック・ケベコワは漁夫の利を得る形で議席を34から54議席と大幅増を勝ち取ることに成功した。